# Anton Ghon
Anton Ghon (Villaco, 1º gennaio 1866 – Praga, 23 aprile 1936) è stato un patologo e batteriologo austriaco candidato al Premio Nobel per la medicina per una volta senza mai vincerlo.
È conosciuto soprattutto per le sue ricerche sulla tubercolosi (Complesso primario).

## Biografia
Dal 1884 al 1890 Ghon studiò medicina all'università di Graz e nel 1890 iniziò la sua attività facendo volontariato presso la clinica dermatologica di Vienna. Nel 1892 divenne aspirante alla divisione anatomo-patologica della Krankenanstalt Rudolfstiftung (Fondazione Rudolf). Nel 1893 lavorò come dimostratore alla cattedra di istologia patologica e batteriologia e dal 1894 come assistente di Anton Weichselbaum (1845-1920) presso l'istituto di anatomia patologica dell'Università di Vienna.
Anton Ghon si recò a Bombay nel 1897 come membro della delegazione austriaca che indagava sulla peste bubbonica. Per le loro scoperte sull'eziologia, l'anatomia patologica e l'epidemiologia, lui e i suoi colleghi furono nominati per il Premio Nobel nel 1901. Ghon completò la sua abilitazione nel 1899 a Vienna e fu nominato professore associato nel 1902. Nel 1910 divenne professore ordinario di anatomia patologica presso l'Università tedesca di Praga succedendo a Richard Kretz. Nel 1910 Anton Ghon sposò Karoline Illatz a Vienna.
Ghon si ritirò nel 1935 e morì a Praga il 23 aprile 1936, poco dopo essersi ritirato dalla sua posizione universitaria. Il suo corpo fu trasferito nella sua città natale, Villaco, e sepolto nella tomba di famiglia.

## Ricerca
Ghon ha collegato metodi batteriologici e anatomo-istologici per esplorare i diplococchi gram-negativi, gli agenti patogeni dell'influenza e della gangrena gassosa (il bacillo edematis maligni era anche chiamato bacillo di Ghon-Sachs) nonché della tubercolosi. Era uno specialista nel campo della batteriologia ed è ricordato per il suo lavoro con la meningite e la tubercolosi. Il suo nome è collegato al Ghon focus, un'infezione primaria associata alla tubercolosi, così come al complesso di Ghon, quando la suddetta infezione coinvolge i linfonodi circostanti. Il suo miglior lavoro scritto è un trattato del 1912 sulla tubercolosi infantile intitolato Der primäre Lungenherd bei der Tuberkulose der Kinder.